# Edward Alleyn
Edward Alleyn (Bishopsgate (Londen), 1 september 1566 - Londen, 25 november 1626) was een Engels acteur die samen met Richard Burbage wordt gerekend tot de grootste acteurs in het Engelse theater ten tijde van Elizabeth I en William Shakespeare. Onder tijdgenoten stond hij bekend als 'Ned' Alleyn.
Alleyn was de zoon van een herbergier, van wie hij de eigendommen erfde. Wanneer zijn carrière als acteur begon is niet precies bekend, maar in 1583 wordt hij al genoemd als lid van de theatergroep Worcester's Men, onder het patronaat van William Somerset, de 3e graaf van Worcester.
Alleyn bereikte het hoogtepunt van zijn rijke carrière in de jaren 90, toen hij speelde in Philip Henslowes gezelschap de Admiral's Men. Hij speelde onder meer rollen in stukken van Christopher Marlowe, die mogelijk speciaal voor hem geschreven waren, zoals Doctor Faustus en Tamburlaine. Hij werd geprezen door onder andere Ben Jonson, een befaamd criticus en toneelschrijver, die zelf ook acteerde in het gezelschap en er voor schreef.
Op 22 oktober 1592 trouwde Alleyn met Joan Woodward, een stiefdochter van Philip Henslowe. Vervolgens raakte hij zakelijk betrokken bij Henslowes ondernemingen en samen baatten zij verschillende theaterhuizen uit, evenals andere ondernemingen in de vermaaksindustrie, waaronder gelegenheden voor dierengevechten en bordelen.
Onder de theaterhuizen vielen het door Henslowe gebouwde The Rose in Bankside en The Fortune in St Luke's, beide bespeeld door de Admiral's Men.
Alleyn beëindigde zijn loopbaan in 1598, maar hervatte deze korte tijd later, mogelijk op verzoek van Elizabeth I zelf. In 1604 trok hij zich definitief terug als acteur.
Zowel Henslowe als Alleyn werden rijk door hun gecombineerde activiteiten. Alleyn was echter degene die met zijn geld ook andere nuttige zaken verrichtte, met name het stichten van het nog altijd bestaande Dulwich College, een public school in Londen.
Alleyns vrouw overleed in 1623. In hetzelfde jaar trouwde hij met Constance, een dochter van de dichter John Donne. Hij overleed in november 1626 en werd begraven in de kapel van het door hem gestichte college.
In de in 1998 uitgekomen film Shakespeare in Love wordt de rol van Alleyn vertolkt door Ben Affleck. 